# Sclerocoelus caribensis
Sclerocoelus caribensis är en tvåvingeart som beskrevs av Marshall 1997. Sclerocoelus caribensis ingår i släktet Sclerocoelus och familjen hoppflugor. Inga underarter finns listade i Catalogue of Life.